# کردلر (ارومیه)
کردلر (ارومیه)، روستایی از توابع بخش مرکزی شهرستان ارومیه در استان آذربایجان غربی و کشور جمهوری اسلامی ایران است.

## جمعیت
این روستا در دهستان بکشلوچای قرار دارد و براساس سرشماری مرکز آمار ایران در سال ۱۳۸۵، جمعیت آن ۹۰۰ نفر (۲۶۹خانوار) بوده‌است.